# Richard Paquier
Richard Paquier (* 25. Oktober 1905 in Bursins; † 28. Januar 1985 in Vevey) war ein Schweizer evangelischer Geistlicher.

## Leben

### Familie
Richard Paquier war der Sohn des Landwirts Ernest Henri Paquier und dessen Ehefrau Cécile Justine (geb. Masson).
Er blieb zeit seines Lebens unverheiratet.

### Werdegang
Gemeinsam mit seinem Freund, dem späteren Juristen und Politiker Marcel Regamey (1905–1982), besuchte Richard Paquier ein humanistisches Untergymnasium in Lausanne.
Er immatrikulierte sich 1923 zu einem Theologiestudium an der Universität Lausanne und beendete 1927 das Studium, das er 1929 in den USA am Hartford Seminary in Connecticut fortsetzte; dort schrieb er auch seine Dissertation “Die formgeschichtliche Methode”: a study of the late New Testament criticism in Germany.
Von 1929 bis 1943 war er anfangs als Pfarrer in Bercher und darauf von 1943 bis 1966 in Saint-Saphorin (Lavaux) tätig; in beiden Ortschaften beschäftigte er sich mit der Geschichte der Orte und veröffentlichte hierzu Publikationen.

### Geistliches und berufliches Wirken
Richard Paquier stellte für die reformierte Landeskirche des Kantons Waadt 1943 mit der Schrift L’Office divin de l’Église universelle, die nach der zweiten Auflage den Titel L’Office divin de chaque jour erhielt, eine Liturgie zusammen. 1949 erarbeitete er, gemeinsam mit den Schwestern der Communauté de Grandchamp eine Ausgabe mit dem Titel L’Office divin de chaque jour und 1954 erstellte er mit Traité de liturgique ein erstes Lehrbuch dieser Art über die Liturgie.
Seine zweibändige Schrift Le Pays de Vaud des origines à la conquête bernoise von 1942, beeinflusste die Waadtländer Geschichtsschreibung nachhaltig.

### Mitgliedschaften
Gemeinsam mit dem Pfarrer Charles Gagnebin und einigen Studenten gründete Richard Paquier 1930 die Gruppe Église et Liturgie, die sich für die liturgische Vertiefung und kirchliche Erneuerung im reformierten Waadtland einsetzte, hierbei wurden auch ökumenische Kontakte gepflegt.
Er gehörte der Synodalkommission der reformierten Landeskirche, der Liturgiekommission des Ökumenischen Rats der Kirchen und der ökumenischen Kommission des Schweizerischen Evangelischen Kirchenbunds an.

## Ehrungen und Auszeichnungen
1959 wurde Richard Paquier durch die Theologische Fakultät der Universität Neuenburg zum Dr. h. c. ernannt.

## Schriften (Auswahl)
- “Die formgeschichtliche Methode”: a study of the late New Testament criticism in Germany. S. T. M. Hartford Theological Seminary, Hartford Seminary Foundation 1929.
- Richard Paquier; Alfred Schwenter: La trahison des Clercs ou Le Temporel et le Spirituel. Lausanne: Impr. H. Moulin, 1930.
- Vers la catholicité évangélique. Lausanne 1935.
- Liturgie de baptême et de confirmation. Lausanne 1936.
- Le problème oecuménique du ministère: la succession apostolique. Lausanne: Eglise et Liturgie, 1937.
- André Bardet; Richard Paquier: Le dogme dans l’Église. Lausanne: Eglise et Liturgie, 1939.
- Le Pays de Vaud des origines à la conquête bernoise. 1942.
- L’Office divin de l’Église universelle. 1943.
- Arthur Mitchell Chirgwin; Richard Paquier; Maurice Leenhardt: Le tournant décisif: les perspectives de l’Église universelle. Lausanne, 1951.
- Traité de liturgique: essai sur le fondement et la structure du culte. Neuchatel: Delachaux et Niestlé, 1954.
- Le ministère dans l’église ancienne: des années 90 à 410. Neuchatel: Delachaux & Niestlé S.A., 1955.
- Roger Barilier; Charles-Louis Gagnebin; Richard Paquier: La femme dans l’Église. La Chaux sur Ste-Croix: P. Guex, 1958.
- Dynamics of worship: foundations and uses of liturgy. Philadelphia: Fortress Press, 1967.
- Histoire d’un village vaudois: Bercher. Lausanne 1972.
- Saint-Saphorin en Lavaux. Relais romain, bourg médiéval. Editions de l’Aire 1981.
- Le Cœur de Dieu s’est révélé. Taizé: Presses de Taizé, 1982.